# Comes
Comes, množina comites, slovensko spremljevalec ali spremstvo (iz latinskega cum - z in ire - iti) je bil prvotno rimski uradni naziv, ki je imel skozi čas več pomenov. Comes je lahko bil na primer guverner, član cesarskega sveta ali vojaški častnik. 
V srednjelatinskih virih beseda comes običajno ustreza slovenski besedi grof. 

## Izvor
Od zgodnjega principata so se cesarjevi najbližji prijatelji imenovali komiti (comites principis). Cesar Hadrijan je na službenih potovanjih za komite imenoval tudi senatorje,  ki so mu pomagali pri vsakdanjih vladnih poslih. Ti možje so kmalu postali neke vrste tajni svet in Hadrijanovi nasledniki so jim postopoma zaupali pravosodje in finance ali pa so jih postavili na visoke poveljniške položaje v vojski.

## Razvoj
V 3. in 4. stoletju se je comes iz prvotno častnega naziva do poznega Rimskega cesarstva razvil v enega najvišjih častniških činov (poveljnik komitata, tj. terenske vojske) in upravniških naslovov.  V pozni antiki je naziv comes običajno označeval najvišje položaje na dvoru (comitatus), se pravi osebe z neposrednim dostopom do cesarja. V vojski so bili comesi predvsem regionalni poveljniki (comites rei militares), nadrejeni ducesom, ki so običajno poveljevali obmejnim četam (limitanei). Comesu nadrejeni častnik je bil magister militum. 
Primeri rimskih komitov: 
- Comes domesticorum in comes excubitorum sta bila naziva poveljnikov cesarske straže.
- Comes rerum privatarum je bil upravitelj cesarjevega zasebnega promoženja.
- Comes sacrarum largitionum je bil upravitelj cesarjevih financ.

V civilni upravi v pozni antiki je bil comes civitatis najvišji uradnik na ravni mesta. Mestni comesi so se najprej pojavili v Galiji. V obdobju osvajanj so se razširili v germanski del Rimskega cesarstva, kjer so bili običajno povezani z vojaškimi nalogami. 

## Nasledniki
V Bizantinskem cesarstvu so comesi v 7. stoletju izginili. V germanskih državah, naslednicah Zahodnega Rimskega cesarstva, in v srednjem veku se je naslov pojavljal v več različicah. Najpogostejši comes je bil sprva predstavnik kraljeve oblasti v upravnih okrožjih po Karolinški ustavi. Položaj je postopoma postal deden. Zanj se je postopoma uveljavil naziv Graf (grof), ki se je v državah pod latinskim vplivom razvil v različne oblike: 
- v francoščini comte (grof) in comté (grofija)
- v angleščini count in county
- v portugalščini conde in condado
- v italijanščini conte in contea

Poleg komesa kot cesarjevega zastopnika v provinci, je obstajal tudi komes kot dvorni položaj: 
- Comes stabuli je bil upravitelj dvornih hlevov. Iz njegovega naziva sta se razvila na primer connétable Francije kot vrhovni poveljnik francoske vojske in angleški constable.

- Comes palatii ali comes palatinus je bil upravitelj cesarske palače oziroma njegovega gospodinjstva. V Nemčiji se je iz njega nastal palatinski grof (Pfalzgraf), ki je bil po položaju višji od grofa.

Lokalni predstavnik comesa je bil vicecomes (podgrof)  iz katerega se je v Franciji razvil vicomte, v Veliki Britaniji viscount  in v Italiji visconte. Iz slednjega je nastal priimek Visconti. 
Latinskemu vicecomesu je ustrezal madžarski megye in od 10. do 13. stoletja slovanski župan. Okrajni grof in kasneje glavni župan kot tudi glavarji plemiških družin ali drugih skupin, npr. pečeneški gespan, so se imenovali comes.

## Vira
- Otto Seeck: Comites. V: Paulys Realencyclopädie der classischen Altertumswissenschaft. Band IV,1, Stuttgart 1900, str. 622–636.
- Comes. V: Lexikon des Mittelalters. Band 3. Artemis & Winkler, München/Zürich 1986, ISBN 3-7608-8903-4, str. 70–77.